# Тьерра-Колорада
Тьерра-Колорада (исп. Tierra Colorada) — город и административный центр муниципалитета Хуан-Эскудеро в Мексике, штат Герреро. Численность населения, по данным переписи 2010 года, составила 11 540 человек.